# Choiroblemma bengalense
Choiroblemma bengalense är en spindelart som beskrevs av Bourne 1980. Choiroblemma bengalense ingår i släktet Choiroblemma och familjen Tetrablemmidae. Inga underarter finns listade i Catalogue of Life.